# Dylan Horton
Dylan Samuel Horton (Frisco, Texas; 21 de agosto de 2000) más conocido como Dylan Horton, es un jugador profesional estadounidense de fútbol americano, se desempeña en la posición de defensive end en Houston Texans, en la National Football League (NFL).

## Carrera
Hizo su debut profesional con el equipo Houston Texans, lleva jugando una temporada, comenzó en el 2023.